# 海梅·莫雷諾
海梅·莫雷诺·莫拉雷斯（西班牙語：Jaime Moreno Morales，1974年1月19日—），玻利維亞退役足球运动员，最後效力于美國職業足球大聯盟球会華盛頓聯隊，他曾代表玻利維亞出席過1994年世界盃和1997年南美國家盃。